# 五棱萤蔺
五棱萤蔺（学名：Schoenoplectiella trapezoidea）为莎草科萤蔺属下的一个种。